# إدوارد لودج
إدوارد لودج (بالإنجليزية: Edward Lodge) هو محامي وقاضي أمريكي، ولد في 3 ديسمبر 1933 في كالدويل في الولايات المتحدة.